# Apuolė

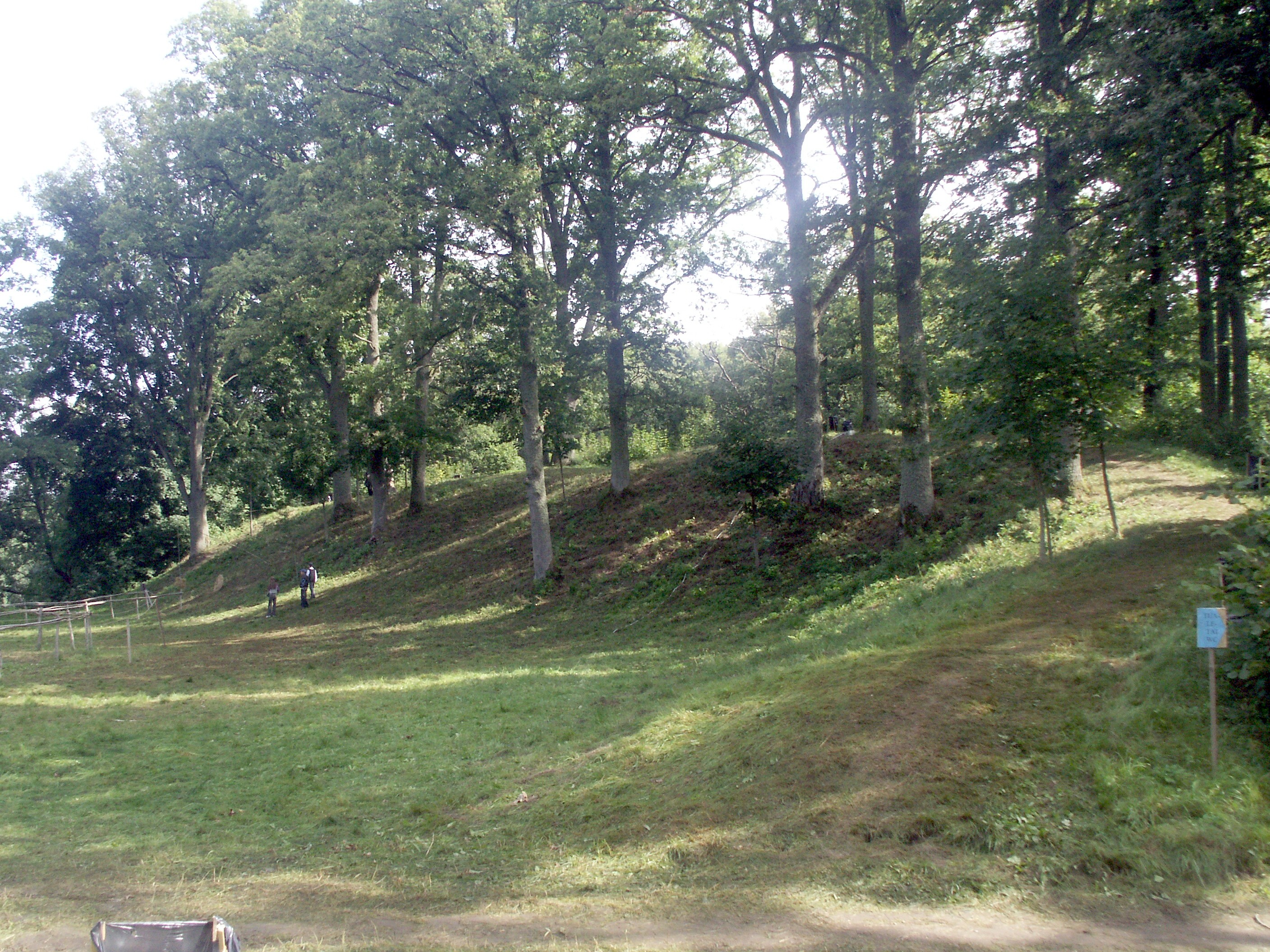
Fornborgen i Apuolė.

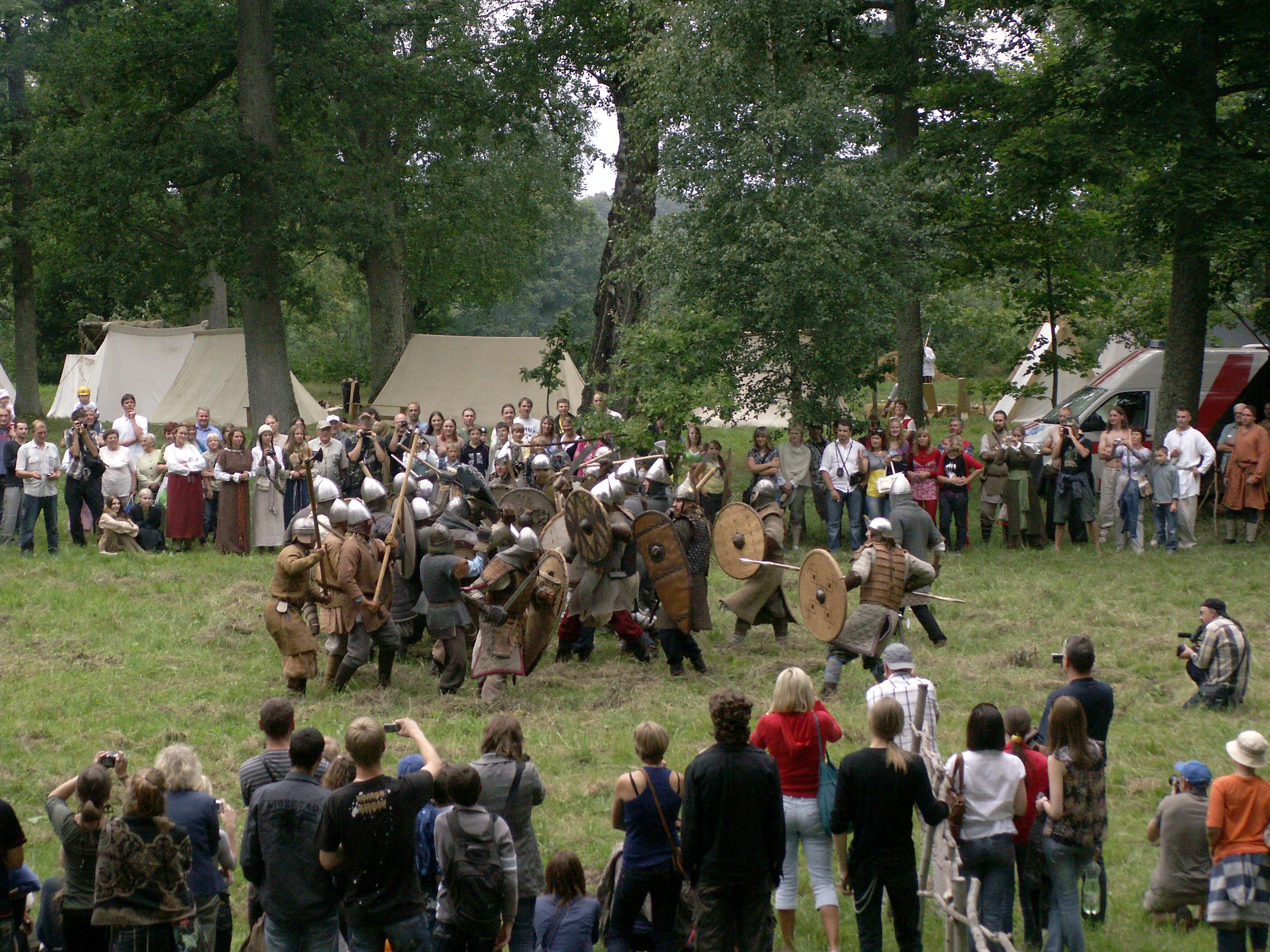
I Apuolė samlas sedan 2004 folk från hela Baltikum för att återskapa slaget anno 854.

Apuolė är en historisk by utanför staden Skuodas i nordvästra Litauen, i det gamla Kurland. Där finns en av Baltikums mäktigaste fornborgar, men även spår av skandinavisk bosättning under yngre järnålder, såsom i Grobin i sydvästra Lettland. Ansgars efterträdare Rimbert berättar i sitt verk, Vita Anskarii, om sveakungen Olof som år 854 belägrade borgen Apulia i Kurland, fem dagsmarscher inåt land.
Sommaren 1931 medverkade en grupp svenska arkeologer under Birger Nermans ledning (övriga svenskar var bland andra Erik Bellander och Jan Erik Anderbjörk)  i ett utgrävningsprojekt tillsammans med litauiska kollegor (bland andra general G. Nagevicius och professor E. Volteris) av denna fornborg med tillhörande forntida stadsanläggning, av den typen som hittas i Birka och Hedeby, med tillhörande gravfält. Till skillnad mot den ovannämnda skandinaviska kolonin i Grobin, har Apuole en förhistoria i kurisk byggnation av fornborgen från 200–300-talet e.Kr., vilket även spår av det norr om fornborgen belägna gravfältet visar med gravar från samma tid. Däremot verkar stadsbebyggelsen, belägen söder om fornborgen, inte ha tillkommit förrän kring slutet av 600-talet e.Kr., vilket stadsbebyggelsens svarta jord visar spår av. Skandinaviskinfluerad keramik av liknande utseende som i Grobin har hittats på fornborgsplatån från denna period, men även en bronsnål av typisk gotländsk form ifrån slutet av 700-talet. Under mellankrigstiden antog man att det därför var troligt att fornborgen åtminstone tidvis hade haft en skandinavisk besättning, men den månadslånga utgrävningen 1931 hittade bara kuriska gravar, vilket dock inte hindrar att det kan finnas oupptäckta skandinaviska också. Borgen och staden var bebodda åtminstone så sent som på 1000-talet av en kurisk befolkning.